# Tour of Eritrea
Die Tour of Eritrea (tigrinisch ዙር ኤርትራ, früher italienisch Giro d'Eritrea) ist ein eritreisches Straßenradrennen.
Das Rennen wurde erstmals im Jahre 1946 unter dem italienischen Namen Primo Giro dell'Eritrea in der damaligen äthiopische Provinz Eritrea ausgetragen. Es wurde von der italienischen Gemeinde gefördert. Die erste Tour durch Eritrea hatte 34 Teilnehmer und wurde von Nunzio Barrilà aus dem Team A.C. Piemonte gewonnen. Es hatte fünf Etappen mit einem sehr schwierigen Premio della Montagna (Berg-Etappe). 1947 wurde der geplante zweite Giro dell'Eritrea aus politischen Gründen im Zusammenhang mit einem wachsenden Guerillakrieg im britisch besetzten Eritrea nicht zugelassen. An seiner Stelle fand jedoch ein kleinerer Giro statt, der Giro delle 3 Valli (Tour der 3 Täler). Es wurde von Esmiles Zoli gewonnen.
Erst ab 2001 fand zur 10. Feier der Unabhängigkeit Eritreas wieder eine Tour statt. Das Etappenrennen war von 2009 bis 2017 Teil der UCI Africa Tour in der Kategorie 2,2.

## Rennen
| Jahr | Sieger                     | Zweiter              | Dritter            |
| ---- | -------------------------- | -------------------- | ------------------ |
| 1946 | Nunzio Barilà              |                      |                    |
| 2001 | Habte Weldesimon           |                      |                    |
| 2002 | Michael Tekle              |                      |                    |
| 2003 | Habte Weldesimon           | Ephrem Tewelde       | Merhawi Yemane     |
| 2004 | Habte Weldesimon           |                      |                    |
| 2005 | Michael Tykue              | Michael Misghena     | Muse Tekleab       |
| 2006 | Michael Misghena           | Efrem Abrham         | Mogos Dawit        |
| 2007 | Merhawi Gebrehiwet         | Dawit Haile          | Michael Tykue      |
| 2008 | Merhawi Gebrehiwet         | Dawit Haile          | Ferekalsi Debessay |
| 2009 | Bereket Yemane             | Daniel Teklehaimanot | Melake Kahsai      |
| 2010 | Natnael Berhane            | Michael Tykue        | Mehreteab Tedros   |
| 2011 | Meran Russan               | Tesfay Abrhaha       | Jani Tewelde       |
| 2012 | Jacques Janse van Rensburg | Ferekalsi Debessay   | Azzedine Lagab     |
| 2013 | Mekseb Debesay             | Merhawi Kudus        | Amanuel Meron      |
| 2016 | Merhawi Goitom             | Tesfay Mihreteab     | Adhanom Zemekael   |
| 2017 | Zemenfes Solomon           | Jean Cloude Uwizeye  | Amanuel Tsegay     |